# Dziewczyny (serial telewizyjny)
Dziewczyny (Girls, 2012–2017) – amerykański serial telewizyjny nadawany przez stację HBO od 15 kwietnia 2012 roku do 16 kwietnia 2017 roku, stworzony przez Lenę Dunham, która jest jednocześnie odtwórczynią głównej roli. Serial jest komediodramatem, opowiadającym o życiu grupy dwudziestoparoletnich mieszkańców Nowego Jorku. Fabuła oraz postać głównej bohaterki luźno oparte są na doświadczeniach życiowych 27-letniej Dunham.
W Polsce serial nadawany był oryginalnie na kanale HBO od 30 lipca 2012 roku do 17 kwietnia 2017.
Serial został w 2013 nagrodzony Złotym Globem w kategorii najlepszy serial komediowy, został również dwukrotnie nominowany do nagrody Emmy (w 2012 i 2013).

## Fabuła
Serial opowiada o młodej, początkującej pisarce Hannah, która pewnego dnia dowiaduje się od rodziców, że ci nie będą jej dłużej utrzymywać, jako że od skończenia przez nią studiów minęły już dwa lata. Zmuszona w końcu do wkroczenia w dorosłość, Hannah próbuje odnaleźć swoją tożsamość przy wsparciu nowojorskich przyjaciółek: pracującej w galerii sztuki Marnie, studentki matematyki Shoshany i lekkodusznej podróżniczki Jessy.

## Obsada

### Główne
- Lena Dunham jako Hannah Horvath
- Allison Williams jako Marnie Michaels
- Jemima Kirke jako Jessa Johansson
- Zosia Mamet jako Shoshanna Shapiro
- Adam Driver jako Adam Sackler
- Alex Karpovsky jako Ray

### Poboczne
- Christopher Abbott jako Charlie
- Jorma Taccone jako Booth Jonathan
- Richard Masur jako Rich Glatter
- Becky Ann Baker i Peter Scolari jako Loreen i Tad Horvath
- Kathryn Hahn i James LeGros jako Katherine i Jeff Lavoyt
- Chris O’Dowd jako Thomas John
- Andrew Rannells jako Elijah Krantz

## Opinie krytyków
Serial otrzymał pozytywne oceny amerykańskich krytyków; pierwsza seria w serwisie Metacritic otrzymała wynik 87/100, stanowiący średnią ocen pochodzących z 29 recenzji. Recenzent tygodnika Time, James Poniewozik wysoko ocenił serial, uznając, że jest on „zuchwały, pełen niuansów i często wręcz przeraźliwie śmieszny”. Tim Goodman pracujący dla The Hollywood Reporter napisał, że Dziewczyny „to jeden z najbardziej oryginalnych, dokładnych, pozbawionych potknięć seriali, jakie ostatnio powstały” i dodał, że dobrze ukazuje takie tematy jak „prawdziwa przyjaźń pomiędzy kobietami, trudy wchodzenia w dorosłość, pełne niuansów relacje, seksualność, ocena siebie i swojego ciała, czy intymność”.
Z kolei krytyczne opinie zwracały uwagę, że postacie serialu mają tendencję do „bezustannego dramatyzowania na temat swojego życia, jednocześnie udając, że potrafią zrozumieć fundamentalny bezsens i narcyzm płynący z takiego dramatyzowania” lub stwierdzały, że jest to serial „o grupie uprzywilejowanych, nieciekawych kobiet, biadolących z powodu faktu bycia zmuszonymi do choć częściowego wzięcia za siebie odpowiedzialności”.
Według M. Sadowskiej i J. Ozdobińskiej z Newsweeka „Dziewczyny” składają się z niemal samych banalnych scenek i sytuacji, z tego wszystkiego, co składa się na upierdliwą codzienność, na prozę życia, z rzadka tylko przerywaną fajerwerkami niezwykłych zdarzeń”. W opinii M. Broniszewskiego, autora bloga Filmówka w serwisie kultura.gazeta.pl „Z pewnością nie jest to produkcja na każde gusta, ale nie warto się zrażać początkiem. (...) Dunham opowiada w swoim serialu o rzeczach najważniejszych - sile przyjaźni, miłości, zranionych uczuciach czy trudnościach z podejmowaniem odpowiedniej decyzji”.

## Odcinki
| Sezon | Sezon | Odcinki | Oryginalna emisja | Oryginalna emisja | Oryginalna emisja | Oryginalna emisja   | Oryginalna emisja |
| Sezon | Sezon | Odcinki | Premiera sezonu   | Finał sezonu      | Premiera sezonu   | Finał sezonu        |                   |
| ----- | ----- | ------- | ----------------- | ----------------- | ----------------- | ------------------- | ----------------- |
|       | 1     | 10      | 15 kwietnia 2012  | 17 czerwca 2012   | 30 lipca 2012     | 1 października 2012 |                   |
|       | 2     | 10      | 13 stycznia 2013  | 17 marca 2013     | 21 stycznia 2013  | 18 marca 2013       |                   |
|       | 3     | 12      | 12 stycznia 2014  | 23 marca 2014     | 13 stycznia 2014  | 24 marca 2014       |                   |
|       | 4     | 10      | 11 stycznia 2015  | 22 marca 2015     | 12 stycznia 2015  | 23 marca 2015       |                   |
|       | 5     | 10      | 21 lutego 2016    | 17 kwietnia 2016  | 22 lutego 2016    | 18 kwietnia 2016    |                   |
|       | 6     | 10      | 12 lutego 2017    | 16 kwietnia 2017  | 13 lutego 2017    | 17 kwietnia 2017    |                   |